# Reynier Hals

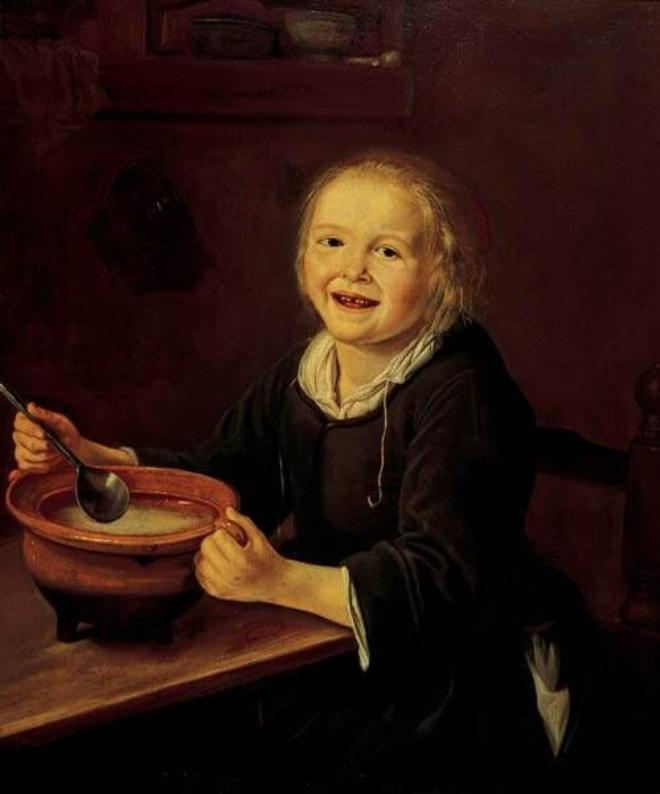
Muchacho comiendo gachas, óleo sobre lienzo, 68 x 57,5 cm, Haarlem, Frans Hals Museum.

Reynier Hals (Haarlem, 1627-Ámsterdam, 1672) fue un pintor barroco neerlandés. 
Hijo de Frans Hals y de Lysbeth Reijniersdr., su segunda esposa, fue bautizado el 11 de febrero de 1627. Aunque es probable que recibiese lecciones de pintura de su padre, su dedicación al oficio de pintor fue tardía. Consta que en 1645 se embarcó en un viaje a India. En abril de 1654 se encontraba en Ámsterdam, donde contrajo matrimonio con Margrietje Lodewijcksdr. A este momento puede corresponder el firmado Muchacho comiendo gachas del Frans Hals Museum, la primera de sus obras conocida. Tras enviudar, en 1657 contrajo segundas nupcias en La Haya con Elisabeth Groen, pero antes de terminar el año la pareja se había establecido definitivamente en Ámsterdam.
Lo que se conoce de la producción de Reynier se reduce a un pequeño número de escenas de género con solo una o dos figuras de medio cuerpo —Muchacha cosiendo, Mujer pelando manzanas y Muchacho comiendo gachas, conservadas las tres en el Frans Hals Museum de Haarlem, y Una pareja bendiciendo la mesa, Voorschoten, Kasteel Duivenvoorde— deudoras en su concepción de las obras de su padre y de su tío, Dirck Hals, sin su vitalidad y precisión en el dibujo.